# Comité Paralímpico Africano
O Comité Paralímpico Africano (em inglês:  African Paralympic Committee; em francês:  Comité paralympique africain) é uma organização internacional desportiva, cuja sede situa-se na cidade de Luanda, em Angola, reunindo quarenta e nove Comités Paralímpicos Nacionais africanos.
Foi fundado no ano de 1987 na Argélia sob o nome de Confederação Africana de Desportos para Deficientes (em inglês:  African Sports Confederation of Disabled; em francês:  Confédération africaine des sports pour handicapés, ASCOD) e sua sede localizava-se no Cairo, Egito, antes de ser transferida para Luanda.

## Membros
| País                           | Código | Comité Paralímpico Nacional                                                   | Data de criação |
| ------------------------------ | ------ | ----------------------------------------------------------------------------- | --------------- |
| África do Sul                  | RSA    | Comité Olímpico e Confederação dos Desportos da África do Sul                 |                 |
| Angola                         | ANG    | Comité Paralímpico Angolano                                                   | 1994            |
| Argélia                        | ALG    | Comité Paralímpico Nacional Argelino                                          |                 |
| Benim                          | BEN    | Federação do Desporto para Deficientes do Benim — Comité Paralímpico Nacional |                 |
| Botswana                       | BOT    | Associação Paralímpica do do Botsuana                                         |                 |
| Burquina Fasso                 | BUR    | Federação Nacional do Desporto para Deficientes                               |                 |
| Burundi                        | BDI    | Comité Paralímpico do Burúndi                                                 |                 |
| Cabo Verde                     | CPV    | Comité Paralímpico de Cabo Verde                                              |                 |
| Camarões                       | CMR    | Comité Paralímpico Camaronês                                                  |                 |
| Comores                        | COM    | Comité Paralímpico Nacional das Comores                                       |                 |
| Costa do Marfim                | CIV    | Federação Costa-marfinense do Desporto para Deficientes                       |                 |
| Djibuti                        | DJI    | Comité Paralímpico Nacional do Jibuti                                         |                 |
| Egito                          | EGY    | Comité Paralímpico Egípcio                                                    |                 |
| Etiópia                        | ETH    | Comité Paralímpico Etíope                                                     |                 |
| Gabão                          | GAB    | Federação Gabonesa Polidesportiva Paralímpica                                 |                 |
| Gâmbia                         | GAM    | Comité Paralímpico Nacional da Gâmbia                                         |                 |
| Gana                           | GHA    | Comité Paralímpico Nacional do Gana                                           |                 |
| Guiné                          | GUI    | Comité Paralímpico da Guiné                                                   |                 |
| Guiné-Bissau                   | GBS    | Comité Paralímpico da Guiné-Bissau                                            |                 |
| Lesoto                         | LES    | Comité Paralímpico Nacional do Lesoto                                         |                 |
| Libéria                        | LBR    | Comité Paralímpico Nacional da Libéria                                        |                 |
| Líbia                          | LBA    | Comité Paralímpico Líbio                                                      |                 |
| Madagáscar                     | MAD    | Federação Malgaxe do Desporto para Deficientes                                |                 |
| Malawi                         | MAW    | Comité Paralímpico do Maláui                                                  |                 |
| Mali                           | MLI    | Comité Paralímpico Nacional do Mali                                           |                 |
| Marrocos                       | MAR    | Federação do Desporto para Deficientes do Reino de Marrocos                   |                 |
| Ilhas Maurícias                | MRI    | Comité Paralímpico Nacional da Maurícia                                       |                 |
| Mauritânia                     | MTN    | Comité Paralímpico Nacional da Mauritânia (suspenso)                          |                 |
| Moçambique                     | MOZ    | Comité Paralímpico de Moçambique                                              |                 |
| Namíbia                        | NAM    | Comité Paralímpico Nacional da Namíbia                                        |                 |
| Níger                          | NIG    | Federação Nigerina do Desporto para Deficientes                               |                 |
| Nigéria                        | NGR    | Comité Paralímpico da Nigéria                                                 |                 |
| Quênia                         | KEN    | Comité Paralímpico Nacional do Quénia                                         |                 |
| República Centro-Africana      | CAF    | Comité Paralímpico Nacional Centro-Africano                                   |                 |
| República Democrática do Congo | COD    | Comité Paralímpico da República Democrática do Congo                          |                 |
| República do Congo             | CGO    | Comité Paralímpico Nacional da República do Congo                             |                 |
| Ruanda                         | RWA    | Comité Paralímpico Nacional do Ruanda                                         |                 |
| São Tomé e Príncipe            | STP    | Comité Paralímpico de São Tomé e Príncipe                                     |                 |
| Seicheles                      | SEY    | Associação Paralímpica das Seicheles                                          |                 |
| Senegal                        | SEN    | Comité Paralímpico Nacional Provisório Senegalês                              |                 |
| Serra Leoa                     | SLE    | Comité Paralímpico da Serra Leoa                                              |                 |
| Somália                        | SOM    | Comité Paralímpico Somali                                                     |                 |
| Sudão                          | SUD    | Comité Paralímpico Nacional do Sudão                                          |                 |
| Tanzânia                       | TAN    | Comité Paralímpico da Tanzânia                                                |                 |
| Togo                           | TOG    | Federação Togolesa de Desportos Paralímpicos                                  |                 |
| Tunísia                        | TUN    | Comité Paralímpico Tunisino                                                   | 1990            |
| Uganda                         | UGA    | Comité Paralímpico Nacional do Uganda                                         |                 |
| Zâmbia                         | ZAM    | Comité Paralímpico Nacional da Zâmbia                                         |                 |
| Zimbabwe                       | ZIM    | Comité Paralímpico Nacional do Zimbabué                                       |                 |